# Campoplex fusciplica
Campoplex fusciplica là một loài tò vò trong họ Ichneumonidae.